# Apamea rhaetonorica
Apamea rhaetonorica là một loài bướm đêm trong họ Noctuidae.